# Gense

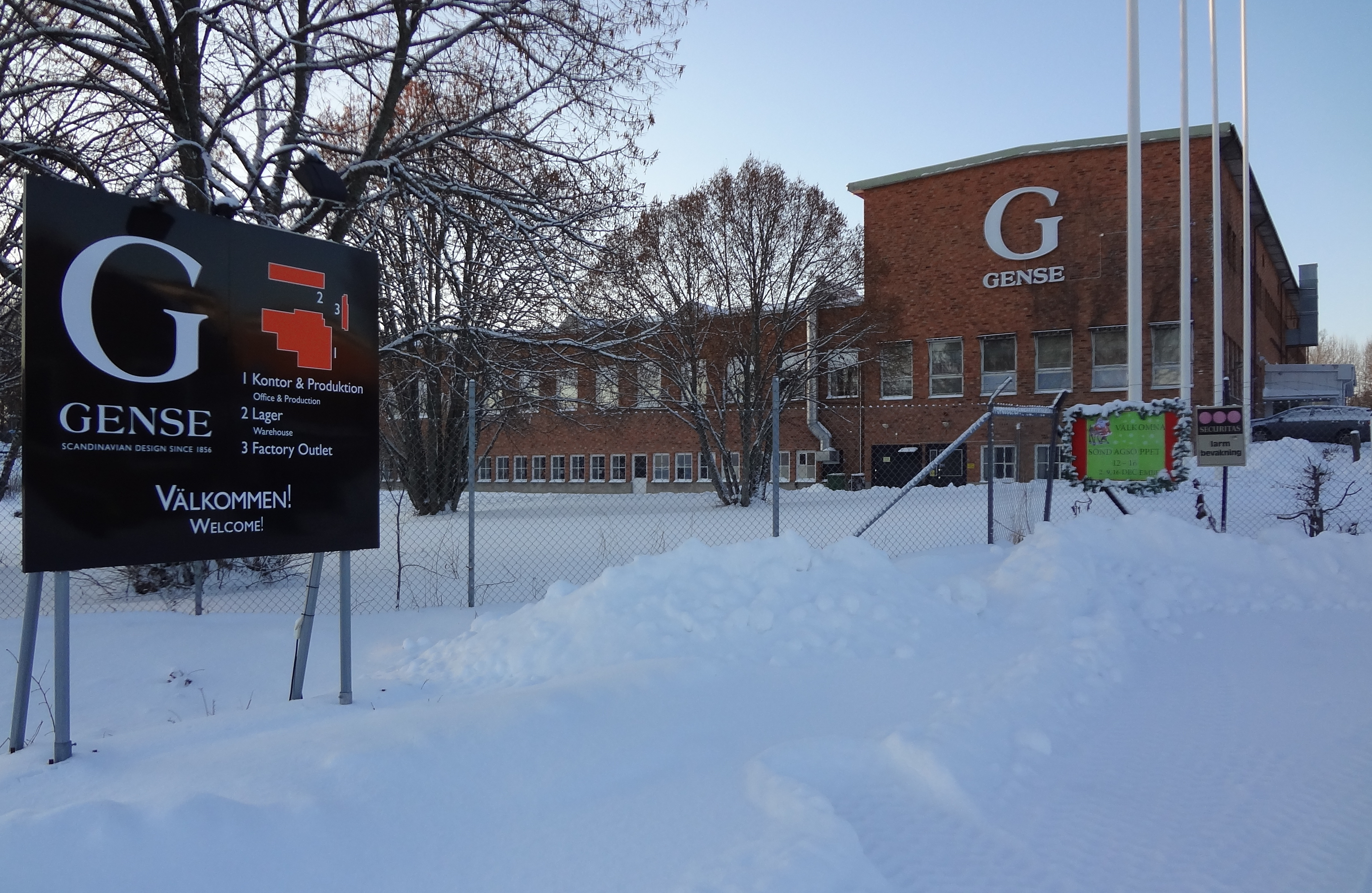
Företages anläggning i Eskilstuna (Vilsta industriområde) med tillverkning och huvudkontor. Fabriken togs i bruk 1945.

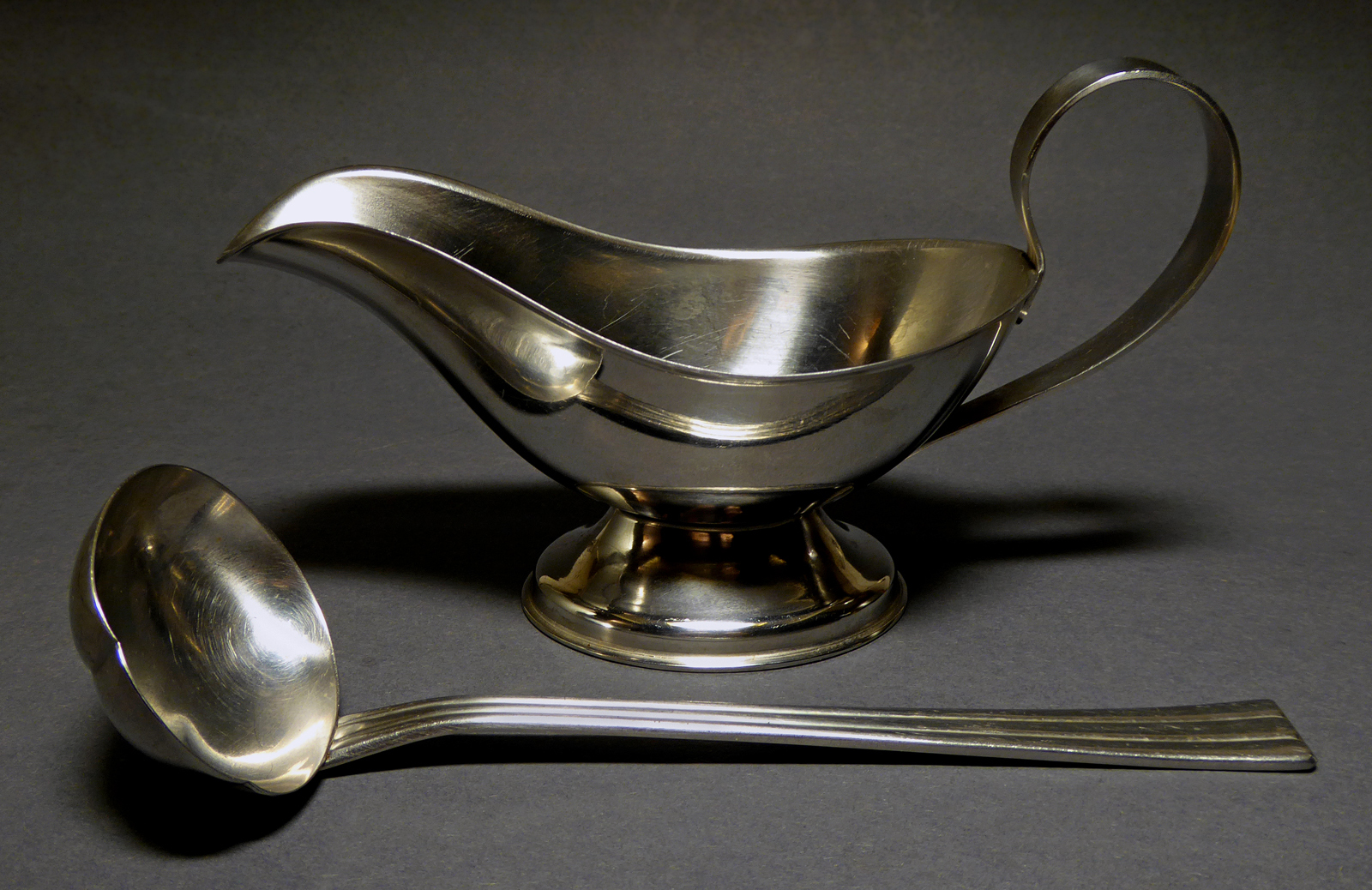
En såssnipa och en såsslev från Gense i rostfritt stål.

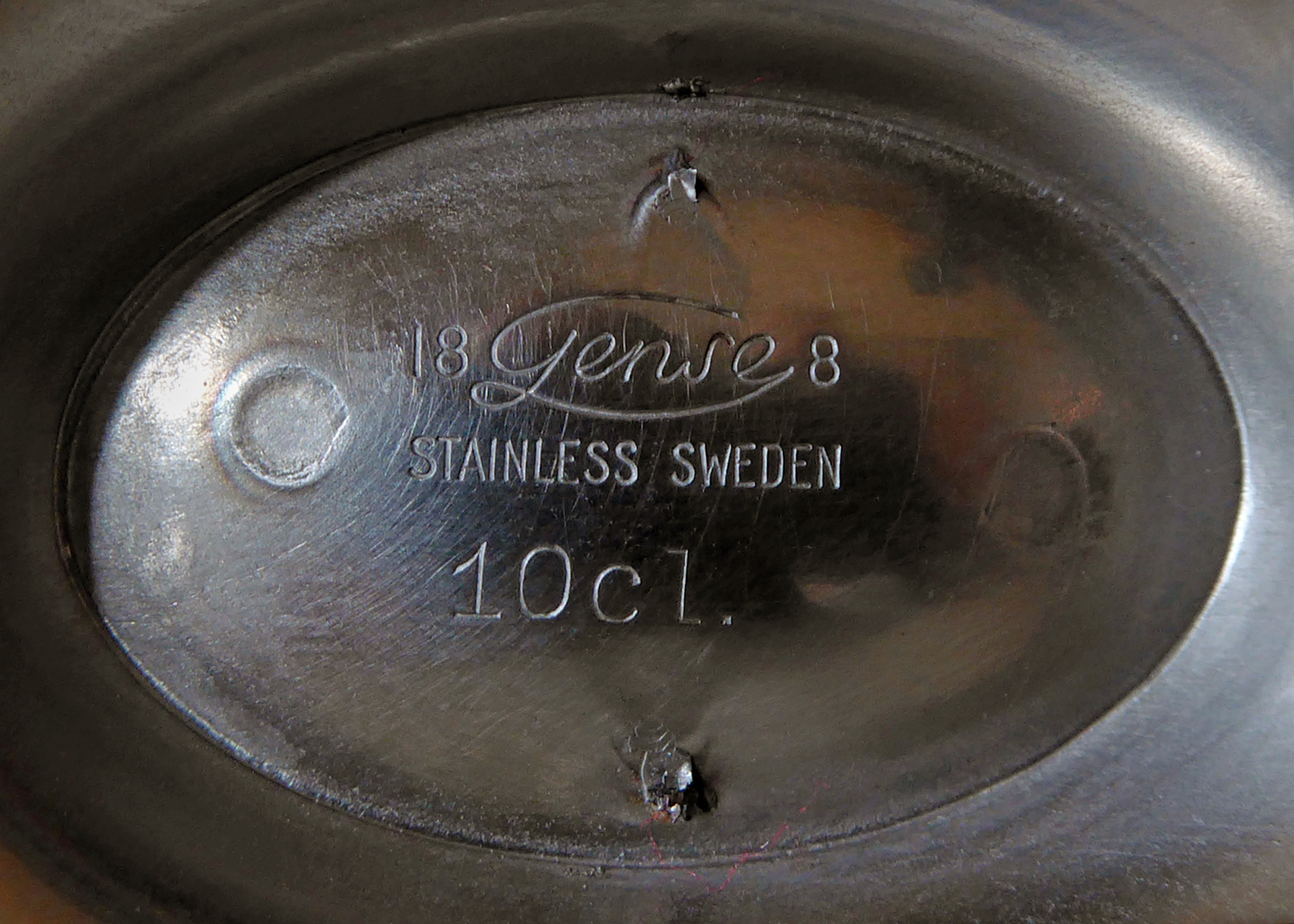
Äkthetsstämpel av Gense visar att föremålet är i 18/8 rostfritt stål.

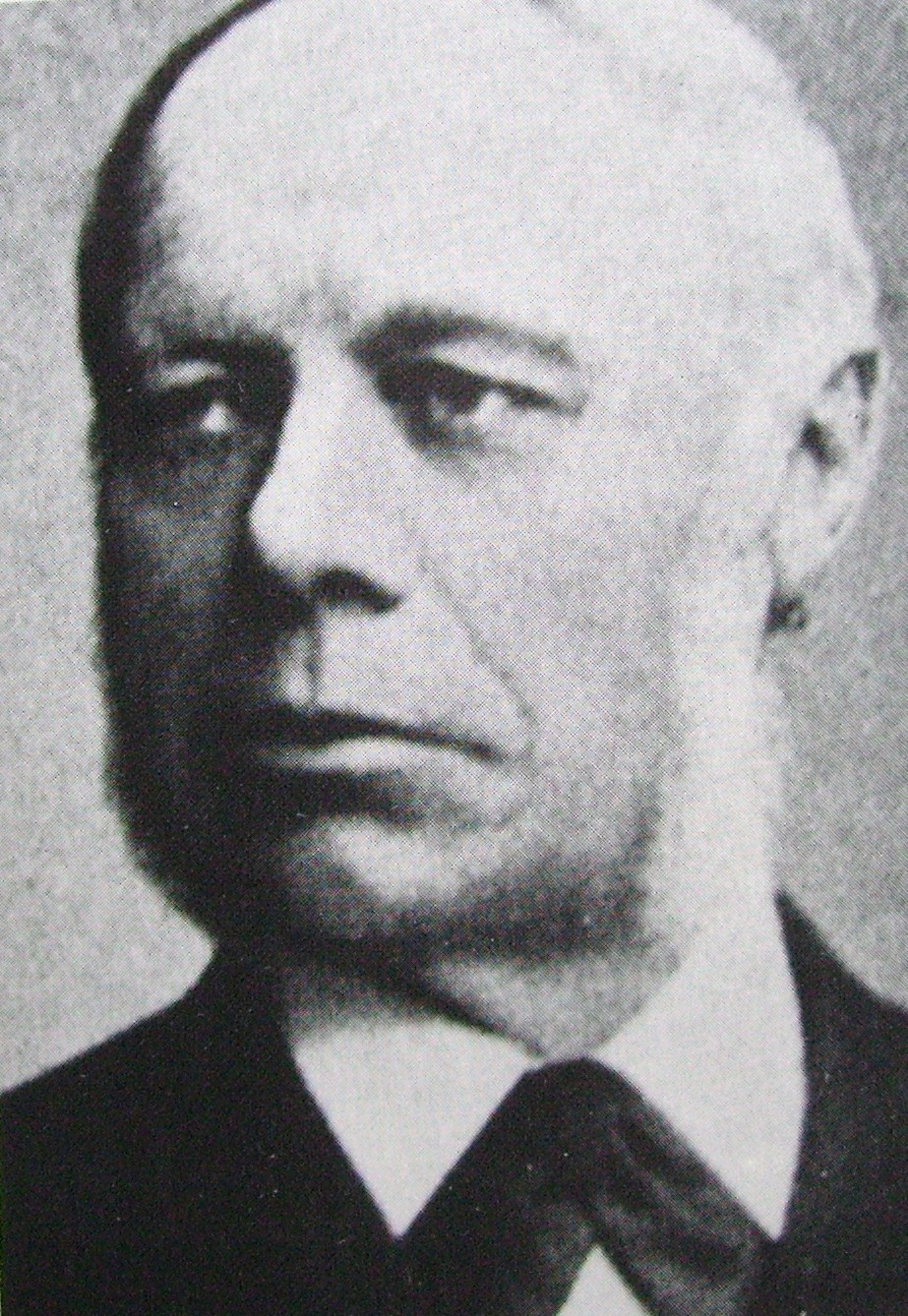
Gustaf Eriksson

Gense var ett svenskt aktiebolag som tillverkade husgerådsartiklar av metall. Namnet är en förkortning och står för Gustaf Eriksson NySilverfabrik, Eskilstuna.

## Historik
Gense bildades 1856 när gesällen Gustaf Eriksson efter att 4 augusti samma år ha fått sitt mästarbrev startade en smedja i "Sibirien" utanför Västeråstullen i Eskilstuna. Då tillverkades bland annat ventiler och kakelugnsluckor. Länge var arbetsstyrkan liten, en arbetare och några lärpojkar men steg efterhand. 1870 fanns sexton anställda och 1880 ett fyrtital. Sedan sonen Axel Eriksson 1885 övertagit verksamheten, övergick man till produktion av förnicklad mässing och elektrogalvaniskt försilvrad mässing. I samband med att Axel Eriksson avled 1898 ombildades Gense till aktiebolag och leddes då av Adolf Aulin och efter hans död av Gutaf Tjulin.
År 1897 registrerades GENSE hos Patent- och registreringsverket med löpnummer 4, vilket gör att AB Gense är idag Sveriges äldsta ännu existerande registrerade aktiebolag.  
Före sekelskiftet gick företaget allt mera över till att göra matbestick och serviser i nysilver. Även produkter som kaffe- och teserviser, brödkorgar, brickor, ljusstakar och bordsställ fick utrymme i tillverkningen. Genom decennierna växte företaget och efter sekelskiftet hade Gense över hundra arbetare. 
1915 övertogs ledningen av bolaget av Arvid Hedlund, under hans tid börjar man tillverka bestick för restauranger, vid mitten av 1920-talet ökade bestickstillverkningen samtidigt som tillverkningen av kakelungsluckor upphörde. Vid samma tid övertogs ledningen av Arvid Hedlunds son Lars Hedlund.
1935 satsade man på rostfritt stål för bestick och serveringsartiklar. 
År 1964, drygt hundra år efter grundandet, förvärvades Gense av Guldsmedsaktiebolaget GAB och tillverkningen utökades med bland annat bestick i silver.
Gense var nordens största tillverkare av silver och rostfria bestick, presentartiklar, kokkärl i gjutjärn samt serveringsartiklar för storkök. 
Varumärket är sålt till ett danskt företag, F&H Group. Tillverkningen av bestick och korpus i Eskilstuna lades ner hösten 2017. Genses produkter tillverkas nu i Kina.